# Cupa României 1972-1973
La Cupa României 1972-1973 è stata la 35ª edizione della coppa nazionale disputata tra il 2 dicembre 1972 e il 3 luglio 1973 e conclusa con la vittoria del Chimia Rimnicu Vilcea, al suo primo titolo.
Per la prima volta vinse una squadra partecipante alla seconda serie, che sconfisse in finale un club della terza divisione.

## Formula
La competizione si svolse ad eliminazione diretta in gara unica. Parteciparono le squadre delle serie inferiori e, a partire dai sedicesimi di finale, quelle della massima serie.
La vincente si qualificò alla Coppa delle Coppe 1973-1974.

## Sedicesimi di finale
Gli incontri si disputarono il 2 e il 3 dicembre 1972.
| Squadra 1             | Risultato | Squadra 2                   |
| --------------------- | --------- | --------------------------- |
| Chimia Făgăraș        | 0 - 7     | Dinamo Bucarest             |
| Constructorul Galați  | 1 - 0     | Jiul Petroșani              |
| Metalul Oradea        | 1 - 4     | Universitatea Cluj          |
| Vagonul Arad          | 0 - 4     | Sport Club Bacău            |
| Metalul Bucarest      | 4 - 0     | Universitatea Craiova       |
| Autobuzul București   | 3 - 3 dr  | UTA Arad                    |
| Progresul București   | 1 - 1 dr  | Petrolul Ploiești           |
| FC Galați             | 1 - 0     | CSM Reșița                  |
| Minerul Lupeni        | 0 - 1     | Steaua Bucarest             |
| FC Bihor Oradea       | 0 - 1     | Sportul Studențesc Bucarest |
| CFR Pașcani           | 1 - 2     | FC Argeș Pitești            |
| Știința Petroșani     | 2 - 1     | ASA Târgu Mureș             |
| Ceahlăul Piatra-Neamț | 1 - 1 dr  | CFR Cluj                    |
| Chimia Rimnicu Vilcea | 1 - 0     | Steagul Roșu Brașov         |
| CSM Sibiu             | 1 - 1 dr  | Farul Constanța             |
| Carpați Sinaia        | 0 - 0 dr  | Rapid Bucarest              |

## Ottavi di finale
Gli incontri si disputarono il 30 maggio 1973.
| Squadra 1             | Risultato | Squadra 2                   |
| --------------------- | --------- | --------------------------- |
| Universitatea Cluj    | 4 - 3 dr  | Sportul Studențesc Bucarest |
| FC Argeș Pitești      | 2 - 1     | Farul Constanța             |
| Petrolul Ploiești     | 2 - 1     | FC Galați                   |
| Sport Club Bacău      | 2 - 1     | Rapid București             |
| Chimia Rimnicu Vilcea | 1 - 0     | CFR Cluj                    |
| Constructorul Galați  | 1 - 0     | Dinamo București            |
| Steaua Bucarest       | 4 - 1     | Știința Petroșani           |
| Metalul Bucarest      | 1 - 1 dr  | UTA Arad                    |

## Quarti di finale
Gli incontri si disputarono il 24 giugno 1973.
| Squadra 1             | Risultato | Squadra 2          |
| --------------------- | --------- | ------------------ |
| Constructorul Galați  | 1 - 0     | Universitatea Cluj |
| Steaua Bucarest       | 1 - 1 dr  | Sport Club Bacău   |
| Metalul Bucarest      | 1 - 1 dr  | Petrolul Ploiești  |
| Chimia Rimnicu Vilcea | 2 - 1     | FC Argeș Pitești   |

## Semifinali
Gli incontri si disputarono il 27 giugno 1973.
| Squadra 1             | Risultato | Squadra 2        |
| --------------------- | --------- | ---------------- |
| Chimia Rimnicu Vilcea | 5 - 4 dr  | Metalul Bucarest |
| Constructorul Galați  | 2 - 2 dr  | Steaua Bucarest  |

## Finale
Una prima finale venne disputata il 1 luglio 1973 a Bucarest e terminò 1-1 dopo i tempi supplementari. Venne così rigiocata nel medesimo stadio due giorni dopo e il Chimia vinse 3-0.
| Arbitro: | Nicolae Petriceanu |

|                                              |           |  |
| Vasile Iordache 8’, Gheorghe Gojgaru 54’ 86’ | Marcatori |  |